# Saint-Laurent-en-Gâtines
Saint-Laurent-en-Gâtines és un municipi francès, situat al departament de l'Indre i Loira i a la regió de Centre – Vall del Loira. L'any 2007 tenia 892 habitants.

## Demografia

### Població
El 2007 la població de fet de Saint-Laurent-en-Gâtines era de 892 persones. Hi havia 330 famílies, de les quals 52 eren unipersonals (20 homes vivint sols i 32 dones vivint soles), 117 parelles sense fills, 145 parelles amb fills i 16 famílies monoparentals amb fills.
La població ha evolucionat segons el següent gràfic:
Habitants censats

### Habitatges
El 2007 hi havia 364 habitatges, 333 eren l'habitatge principal de la família, 19 eren segones residències i 12 estaven desocupats. 345 eren cases i 19 eren apartaments. Dels 333 habitatges principals, 244 estaven ocupats pels seus propietaris, 89 estaven llogats i ocupats pels llogaters i 1 estava cedit a títol gratuït; 13 tenien dues cambres, 55 en tenien tres, 95 en tenien quatre i 170 en tenien cinc o més. 284 habitatges disposaven pel capbaix d'una plaça de pàrquing. A 117 habitatges hi havia un automòbil i a 192 n'hi havia dos o més.

### Piràmide de població
La piràmide de població per edats i sexe el 2009 era:
| Homes | Edats   | Dones |
| ----- | ------- | ----- |
| 4     | 95 o +  | 0     |
| 0     | 90 a 94 | 4     |
| 12    | 85 a 89 | 0     |
| 4     | 80 a 84 | 0     |
| 12    | 75 a 79 | 24    |
| 4     | 70 a 74 | 16    |
| 20    | 65 a 69 | 20    |
| 12    | 60 a 64 | 12    |
| 12    | 55 a 59 | 8     |
| 32    | 50 a 54 | 32    |
| 4     | 45 a 49 | 20    |
| 28    | 40 a 44 | 28    |
| 60    | 35 a 39 | 40    |
| 32    | 30 a 34 | 36    |
| 24    | 25 a 29 | 28    |
| 12    | 20 a 24 | 4     |
| 40    | 15 a 19 | 32    |
| 44    | 10 a 14 | 24    |
| 24    | 5 a 9   | 28    |
| 32    | 0 a 4   | 12    |

## Economia
El 2007 la població en edat de treballar era de 585 persones, 460 eren actives i 125 eren inactives. De les 460 persones actives 427 estaven ocupades (240 homes i 187 dones) i 33 estaven aturades (16 homes i 17 dones). De les 125 persones inactives 32 estaven jubilades, 59 estaven estudiant i 34 estaven classificades com a «altres inactius».

### Ingressos
El 2009 a Saint-Laurent-en-Gâtines hi havia 349 unitats fiscals que integraven 930 persones, la mediana anual d'ingressos fiscals per persona era de 18.014 €.

### Activitats econòmiques
Dels 26 establiments que hi havia el 2007, 1 era d'una empresa alimentària, 3 d'empreses de fabricació d'altres productes industrials, 7 d'empreses de construcció, 2 d'empreses de comerç i reparació d'automòbils, 2 d'empreses de transport, 1 d'una empresa d'hostatgeria i restauració, 2 d'empreses financeres, 4 d'empreses de serveis, 2 d'entitats de l'administració pública i 2 d'empreses classificades com a «altres activitats de serveis».
Dels 10 establiments de servei als particulars que hi havia el 2009, 1 era una oficina de correu, 1 taller de reparació d'automòbils i de material agrícola, 2 paletes, 1 guixaire pintor, 3 fusteries i 2 perruqueries.
Dels 2 establiments comercials que hi havia el 2009, 1 era una gran superfície de material de bricolatge i 1 una botiga de menys de 120 m².
L'any 2000 a Saint-Laurent-en-Gâtines hi havia 35 explotacions agrícoles que ocupaven un total de 1.890 hectàrees.

## Equipaments sanitaris i escolars
El 2009 hi havia una escola elemental.

## Poblacions més properes
El següent diagrama mostra les poblacions més properes.